# Hères
Hères település Franciaországban, Hautes-Pyrénées megyében. Lakosainak száma 101 fő (2022. január 1.). Hères Jû-Belloc, Tieste-Uragnoux, Castelnau-Rivière-Basse, Labatut-Rivière, Madiran és Soublecause községekkel határos.

## Népesség
A település népességének változása:
| Lakosok száma | 142  | 131  | 128  | 124  | 123  | 122  | 115  | 108  | 101  |
|               | 2013 | 2015 | 2016 | 2017 | 2018 | 2019 | 2020 | 2021 | 2022 |